# Вила Карчина
Вѝла Карчѝна (на италиански: Villa Carcina, на източноломбардски: Villa Carsìna, Вила Карсина) е град и община в Северна Италия, провинция Бреша, регион Ломбардия. Разположен е на 241 m надморска височина. Населението на общината е 11 049 души (към 2013 г.).